# Timothy Budd
Timothy Budd é um cientista da computação estadunidense.
É professor associado da Universidade do Estado do Oregon. Autor de diversos livros sobre programação orientada por objetos e estrutura de dados, e da linguagem de programação Leda.